# Piège à domicile
Pour plus de détails, voir Fiche technique et Distribution.
Piège à domicile (Through the Eyes of a Killer) est un téléfilm américain de Peter Markle et sorti en 1992.

## Synopsis
Ray, un homme discret et doux, rencontre Laurie, une décoratrice d'intérieur. Elle l'engage pour l'aider à rénover son appartement. Ray lui apporte un soutien moral car Laurie sort d'une rupture difficile avec son petit ami, Jerry, un homme possessif et jaloux. Peu à peu, une relation intime s'installe entre Laurie et Ray. Mais, hésitant sur la nature de ses sentiments, Laurie avoue à Ray qu'elle préfère s'éloigner quelque temps de lui. Effondré, Ray n'apprécie pas sa décision, se laisse submerger par ses émotions et révèle un côté sombre et menaçant de sa personnalité

## Fiche technique
- Titre original : Through the Eyes of a Killer
- Titre français : Piège à domicile
- Réalisation : Peter Markle
- Scénario : Solomon Isaacs, Christopher Fowler
- Direction artistique : Rex Raglan
- Décorateur de plateau : Shirley Inget
- Costumes : Monique Prudhomme (Comme Monique Prudhomme-Stranan)
- Maquillage : Dianne Pelletier
- Directeur de la photographie : Frank Tidy
- Montage : David Campling
- Musique : George S. Clinton
- Production : 
  - Producteur : Tom Rowe
  - Producteur exécutif : Jennifer Alward
  - Producteur associée : Fran Bell
  - Coproduction : John Pielmeier (en)
- Société(s) de production : Morgan Hill Productions, Pacific Motion Pictures Corporation, Wilshire Court Productions
- Société(s) de distribution : Columbia Broadcasting System
- Pays d’origine :  États-Unis
- Année : 1992
- Langue originale : anglais
- Format : couleur – 35 mm – 1,33:1 – stéréo
- Genre : thriller
- Durée : 94 minutes

## Distribution
- Marg Helgenberger (VF : Emmanuèle Bondeville) : Laurie Fisher
- Richard Dean Anderson (VF : Gérard Rinaldi) : Ray Bellano
- David Marshall Grant (VF : Guy Chapellier) : Max Campbell
- Melinda Culea (VF : Céline Monsarrat) : Alison Rivers
- Tippi Hedren : Mrs. Bellano
- Joe Pantoliano : Jerry
- Monica Parker : Dorothy
- Joyce Seeley : Secrétaire de Jerry
- John McCann : Père de Laurie
- Dan Shea : Policier en fin de film

 Source et légende : version française (VF) sur RS Doublage et selon le carton de doublage télévisuel.